# Plop alb

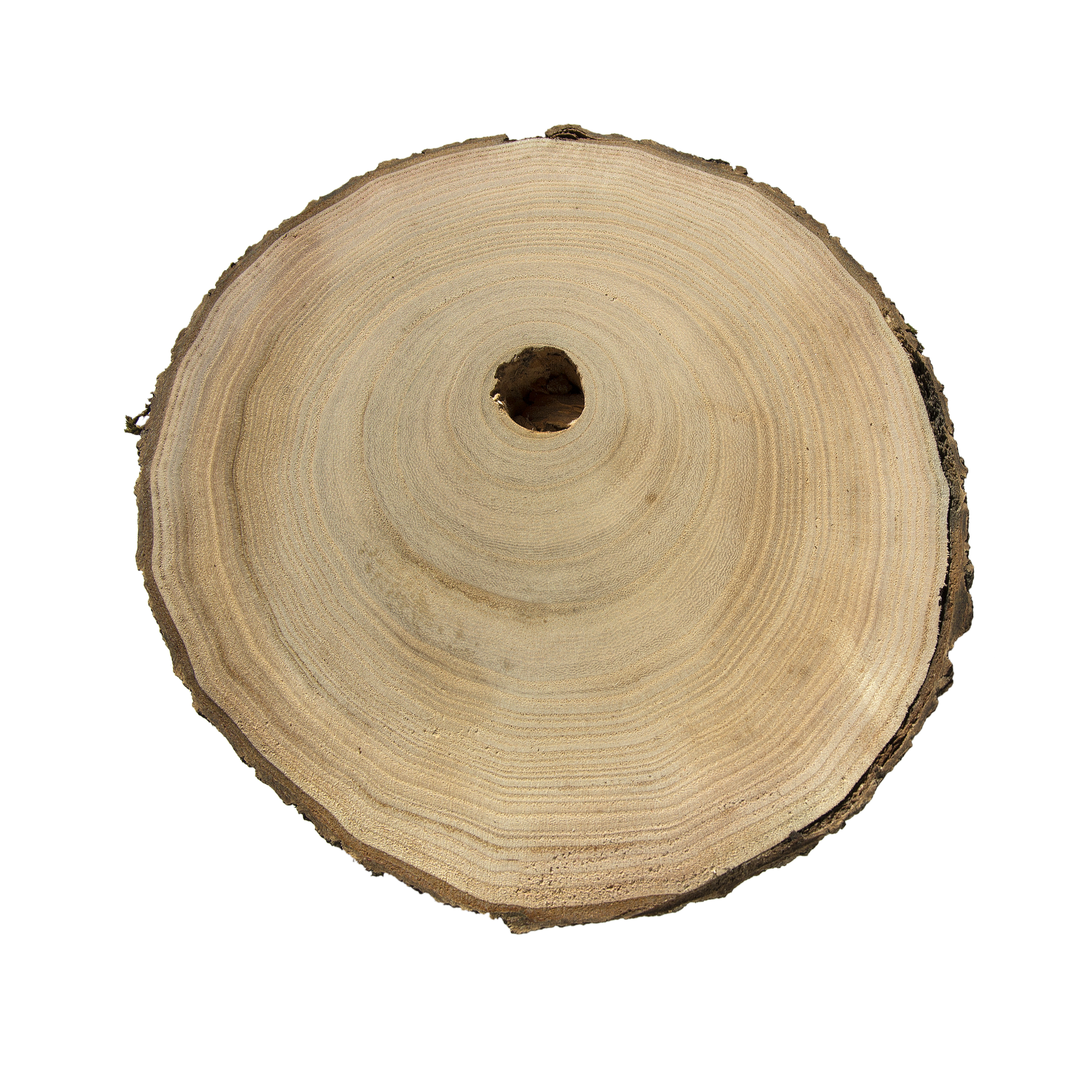
Populus alba - MHNT

Plopul alb (Populus alba), este o specie de plop. Plopul alb este un arbore viguros (înălțimea acestuia poate ajunge până la 30 metri), cu scoarța netedă, albă-cenușie și cu frunzele argintii pe partea inferioară.

## Răspândirea
Plopul alb se poate întîlni pe tot teritoriul Europei cu excepția Scandinaviei,  Asiei Mijlocii, Asiei Mici și Asiei Vestice. Acesta este frecvent întîlnit în zone de stepă în zăvoaie și lunci. 

## Utilizarea
Forma piramidală (f. pyramidalis (Bunge) Dippel) este utilizată ca plantă ornamentală, la crearea aleelor. Lemnul de plop are o duritate redusă și este utilizat pentru sculptat. 

## Ecologia
Plopul este o specie eurtrofă, mezohogrofită. 
1. 1 2 3    - Flora ilustrată a României - Ciocîrlan V.